# Dhurata Ahmetaj
Dhurata Ahmetaj (ur. 16 listopada 1992 w Prizrenie) – kosowska wokalistka rhythmandbluesowa.

## Życiorys
Studiowała zarządzanie na Uniwersytecie „Iliria” w Prisztinie.
W latach 2012 i 2014-2015 brała udział w festiwalu muzycznym Zhurma Show.

## Dyskografia[1]

### Albumy
| Rok  | Teledysk |
| ---- | -------- |
| 2014 | Dhurata  |

### Teledyski
| Rok  | Teledysk         |
| ---- | ---------------- |
| 2011 | It's Summer Time |
| 2012 | Stars Down       |
| 2014 | Give it to me    |
| 2015 | Bone pa mu       |
| 2016 | Gabim            |
| 2017 | D                |
| 2018 | A po vjen        |